# Лолита (мода)
Мода Лолита (яп. ロリータ・ファッション Рори:та Фассён) — японский стиль, основанный на стиле времён Викторианской эпохи, а также на костюмах эпохи Рококо. В некоторые подстили были добавлены элементы готической моды. «Лолита» — один из самых популярных стилей Японии, оставивший след в моде, музыке и культуре. Этот стиль часто ошибочно называют Gothic & Lolita — по аналогии с самым популярным журналом, посвященным этой моде «Gothic & Lolita Bible», но это наименование может употребляться только в отношении отдельного подстиля. Костюм «Лолиты», как правило, состоит из юбки или платья длиной до колена, головного убора, блузы и высокой обуви на каблуках (или же — ботинок на платформе).
Точное время появления стиля неизвестно. Вполне вероятно, что это движение появилось в конце 1970-х, когда известные лейблы Pink House, Milk и Angelic Pretty начали продавать одежду, ставшую прообразом будущего стиля. Вскоре после этого появились Baby, The Stars Shine Bright и Metamorphose temps de fille. В 1990-х годах стиль «Лолита» стал популяризироваться благодаря группе Malice Mizer, точнее, её гитаристу и одному из лидеров Мана и другим музыкальным группам, использующим в своей творческой деятельности стиль Visual kei, где «Лолита» заняла особое место. Стиль распространялся по направлению от его истоков в регионе Кансай, к Токио, после чего получил известность во всей стране. Сегодня «Лолита» является одним из самых известных стилей  в Японии.

## Название
Слово «Лолита» в названии стиля не имеет прямого отношения к роману Владимира Набокова «Лолита». Такое название лолиты получили, скорее, из-за особенностей стиля и костюмов, напоминающих детские платья , без акцента на их образ жизни.

## Типы Лолит

### Готическая Лолита
Готическая Лолита, иногда сокращается до GothLoli (яп. ゴスロリ госу рори), представляет собой сочетание готической моды и Лолита моды. Она возникла в конце 1990-х и была неким социальным протестом против ярких и беспечных Гяру. Особенно большое влияние на готическую лолиту оказала родственная ей субкультура visual kei, и в особенности Мана — известный музыкант и модельер, гитарист готик-рок группы Malice Mizer. Традиционно он считается одним из самых известных модельеров одежды для Лолит. Поскольку готическая лолита являлась первым типом Лолит, иногда она стала ошибочно восприниматься как синоним самой лолиты.
Готическая Лолита характеризуется мрачными макияжем и одеждой. Красная помада и чёрная подводка для глаз — одни из самых характерных элементов стиля. Вопреки стереотипу, бледная кожа с помощью отбеливающего крема считается дурным тоном. Одежда обычно носится чёрного цвета, но могут быть и исключения в виде пурпурного, тёмно-красного или белого цвета. Также популярны ювелирные украшения, как и у западных готов. Другие аксессуары в стиле Gothic Lolita включают сумки и кошельки, выполненные в готической стилистике, такой как гробы, летучие мыши, кресты и т.д.
Visual kei также способствовал популяризации стиля. В 1990-х годах во время популяризации готики в вижуал кей, Мана начал активно заниматься модельным бизнесом, и создал такие бренды, как элегантная готическая лолита (EGL) и элегантный готический аристократ (EGA). Впоследствии благодаря таким группам как Versailles, GPKISM, BLOOD и Lareine начал формироваться отдельный поджанр вижуал кея под влиянием Лолит.

### Сладкая Лолита
Sweet Lolita, также известный как ama-loli (яп. 甘ロリ ама рори) на японском языке, появилась из эпохи Рококо и викторианской эпохи Короля Эдуарда. Основное внимание сосредоточено на детском аспекте Лолиты и «сладком» детстве. Основа внешнего вида сладкой лолиты — яркие, жизнерадостные «конфетные» цвета.
Косметика, использующаяся в этом стиле, традиционна для других лолит. Естественный вид подчёркивается, дабы сохранить ощущение «детскости» лица. Для Сладкой Лолиты важен акцент на инфантильность, как на детский аспект стиля. Костюмы состоят из зонтика, кружев, бантов, ленты и должен подчёркивать остроумие в дизайне. Популярными темами у сладких лолит являются отсылки к Алисе в Стране чудес, фрукты, сладости и классические сказки. Ювелирные изделия тоже отражают эту тему.

### Классическая Лолита
Классическая Лолита является более зрелым примером Лолиты, которая сосредотачивается на барокко, Regency и рококо стилях. Цвета и шаблоны, используемые в стиле классической лолиты, могут рассматриваться как нечто среднее между готическим и сладким стилями. Этот взгляд можно рассматривать как более сложный, зрелый стиль Лолиты из-за использования в нём малых, замысловатых узоров, а также более приглушённых цветов на ткани и в общем дизайне.
Макияж классической лолиты часто является более приглушённой версией макияжа сладкой лолиты с акцентом на естественный вид. Основными марками одежды в стиле классической лолиты являются: Juliette et Justine, Innocent World, Victorian Maiden, Triple Fortune, и Mary Magdalene.

### Панк Лолита
Punk Lolita добавляет элементы панк-моды в стиль Лолиты. Так панк-лолита соединяет элегантную стилистику лолит с агрессивной стилистикой панка. Наиболее популярная одежда — блузки или футболки и юбки, хотя платья также популярны. Среди обуви популярны сапоги и ботинки на двойной подошве. Основные Punk Lolita бренды — A+Lidel, Putumayo, h. NAOTO and Na+H. Этот стиль зародился под влиянием Вивьен Вествуд.

## Другие стили и темы
Из-за DIY в менталитете лолит, многие образы и темы были созданы самими лолитами. Они менее известны, чем основные направления, но смогли показать творческий талант самих лолит.

### Гуро Лолита
Guro Lolita — лолита, отыгрывающая образ «сломанной куклы» или «невинной жертвы» с помощью таких элементов, как поддельная кровь, бинты и т. д., для создания видимости разнообразных травм. Гуро Лолита — влияние эрогуро на моду лолит.

### Химэ Лолита
Hime (яп. 姫) или лолита-принцесса — стиль в моде лолит, акцентирующий внимание на аристократической или «королевской» стилистике.
Такая тенденция появилась в 2000-х годах благодаря бренду «Jesus Diamante», чей владелец Тоётака Миямаэ открыл в 2001 году магазин в Осаке. Миямаэ создавал одежду под впечатлением от экранного образа Бриджит Бардо, но впоследствии многие химэ лолиты черпали вдохновение из жизни и внешности Марии Антуанетты.
Девушки, которые носят такую одежду, обычно именуются hime girl (яп. 姫ギャル 'химэ гяру') и агэха (アゲハ?, букв. «бабочка Парусник ксут»), их элегантность сравнивают с бабочками

### Одзи ("мальчиковый" стиль)
От Одзи (яп. 王子) или Одзи-сама (яп. 王子様), означающие «принц». Это мужской вариант лолиты, созданный под влиянием подростковой и более взрослой мужской моды Викторианской эпохи.

## Gothic & Lolita Bible
Gothic & Lolita Bible (рус. Библия готики и лолиты) — ежеквартальный журнал, который играет важную роль в деле поощрения и стандартизации стиля. Впервые появившись в 2001 году, теперь 100 страниц журнала включает в себя модные советы, фотографии, швейных моделей, каталог описаний, идеи украшений и рецепты. Tokyopop начал выпускать английскую версию журнала с февраля 2008 года.

## Лолита за пределами Японии
За пределами Японии мода «Лолита» распространена слабо. Стиль «Лолита», наряду с косплеем и другими японскими культурными явлениями, иногда можно увидеть на концертах и аниме-конвентах в таких странах как США, Великобритания, Германия, Австралия, Мексика, Новая Зеландия, Бразилия, Аргентина, Франция, Бельгия, Россия и Нидерланды. Однако стиль становится всё более популярным как стиль повседневной субкультуры. Стиль не является массовым за пределами Японии, хотя несколько небольших магазинов открылись на Западе, в том числе «Один день в раю» в центре Мельбурна. «Baby, The Stars Shine Bright» имеет магазин в Париже и открыл другой в Сан-Франциско в августе 2009 года.

## В популярной культуре

### Аниме
| - Le Portrait de Petit Cossette - Paradise Kiss - Princess Princess - Shiki - Tsubasa: Reservoir Chronicle (Infinity Arc) - Tsukuyomi: Moon Phase - Gosick |

### Манга
| - Beautiful People - Bizenghast - Black Butler - Cat Street - Chibi Vampire - Chobits - Dazzle - Death Note - Doll - Doors of Chaos - Godchild | - IC in a Sunflower - Kodomo no Jikan - Куро Кагами - Sola - Маюко Камикава - Negima! - Othello - Pandora Hearts - R.I.P.: Requiem in Phonybrian - Rozen Maiden - The Embalmer - Vampire Knight - Wallflower - xxxHolic |